# Дьюкейн, Питер
Питер Дьюкейн (англ. Peter Du Cane; 18 марта 1901 — 31 октября 1984) — управляющий директор инженерной компании Vosper & Company, командор Ордена Британской империи. Он участвовал в разработке гоночного катера Blue Bird K4 и других лодок.

## Биография
Дьюкейн родился в 1901 году в семье Чарльза Генри Копели Дьюкейна из Бракстед-парка. Его дед по отцовской линии сэр Чарльз Дьюкейн был политиком и колониальным администратором; его бабушка по отцовской линии Джорджиана была дочерью Джона Копли, 1-го барона Линдхерста.
Он поступил на службу в Королевский военно-морской флот Великобритании в возрасте тринадцати лет и ушёл в отставку в должности лейтенант-командира в 1928 году. В следующем году он поступил в Королевские вспомогательные военно-воздушные силы, где летал на самолёте Westland Wapiti в 601-й эскадрилье Королевских ВВС. Глен Кидстон пригласил Дьюкейна на работу к себе на верфи Vosper. После смерти Кидстона и многочисленных смен собственников Дьюкейну предложили должность управляющего директора. Он согласился, сохранив при этом должность главного конструктора.
Под руководством Дьюкейна Vosper выиграл ряд контрактов на поставку высокоскоростных лодок, в том числе на строительство Blue Bird K4, который пилотировал Малькольм Кэмпбелл, установивший мировой рекорд скорости на воде в 1939 году. В том же году Дьюкейн за свои усилия был награждён медалью Сигрейва Королевского автомобильного клуба. Он также спроектировал высокоскоростной торпедный катер MTB 102. Эти катера в количестве 350 штук были закуплены Британским адмиралтейством и широко использовались во время высадки в Нормандии в 1944 году. Дьюкейн был военно-морским архитектором и дизайнером экстерьера супер-яхты Brave Challenger с максимальной скоростью 60 узлов (110 км/ч), и моторных лодок Tramontana и Tramontana II, ставших победителями первой гонки Каус — Торки в 1961 году.
Позже Дьюкейн поступил на службу в Воздушные силы флота Великобритании. В 1964 году он стал командором Ордена Британской империи (CBE).
Дьюкейн умер 31 октября 1984 года в возрасте 83 лет и был похоронен в море.